# Gabriel Peignot
Gabriel Peignot (Arc-en-Barrois, 15 de mayo de 1767-Dijon, 14 de agosto de 1849) fue un escritor, bibliógrafo e historiador francés.

## Biografía
Comenzó trabajando como abogado en Besançon y más tarde fue bibliotecario e inspector de diversas instituciones. Asimismo, fue miembro de la Académie celtique de París, así como de varias sociedades literarias.
Fue uno de los bibliógrafos más famosos de su tiempo. Pierre Larousse, en la decimonovena edición de su enciclopedia, aseguraba de él:

Peignot fue el bibliógrafo más sabio de su siglo. Su sabiduría era inmensa. A los profundos libros sobre ciencia les sumó una critica informada [...] Su gusto bibliográfico se había convertido una pasión cuyo principal objeto eran los libros antiguos. Este erudito espiritual y alegre, trabajador y abnegado, compuso incontables escritos, la mayor parte de ellos impresos en pequeñas cantidades, y muchos buscados por los curiosos; contaban con pocas de las características más conocidas.

Publicó un libro, Le Livre des singularités (1841), bajo el seudónimo «G.P. Philomneste».